# Ирмшер, Харальд
Харальд Ирмшер (нем. Harald Irmscher; 12 февраля 1946, Эльснице, ГДР) — восточногерманский футболист, игравший за сборную. Участник чемпионата мира 1974 года и бронзовый призёр Олимпийских игр 1972 года.
Играл за клубы: «Цвиккау» (1964—1968), «Карл Цейсс» (1968—1976) и  «Висмут Гера» (1976—1978).